# Manuel Félix Díaz
Manuel Félix Díaz (n. 10 decembrie 1983, Santo Domingo, Republica Dominicană) este un boxer ce a reprezentat Republica Dominicană, medaliat olimpic. A participat la 2 ediții ale Jocurilor Olimpice (2004, 2008) în care a câștigat o medalie de aur.